# Betta livida
Betta livida é uma espécie de peixe da família Belontiidae.
É endémica de Malásia.